# Хираль, Серхио
Се́рхио Хира́ль (исп. Sergio Giral; 2 января 1937, Гавана, Куба) — кубинский кинорежиссёр, сценарист и педагог.

## Биография
Родился в смешанной семье. Его отец кубинец, а мать подданная США, гражданином которых был всё время. Окончив профильный ВУЗ, стал работал агрономом, но увлечение кинематографом взяло верх. В 1961 году стал одним из организаторов ИКАК Снимал преимущественно документальные фильмы. Писал сценарии к собственным картинам. Известен трилогией, посвящённой истории многовекового рабства на Кубе и на Карибах («Другой Франсиско» — «Охотник за беглецами» — «Малуала»). С 1991 года живёт и работает в США. Обосновался в Майами.

## Избранная фильмография

### Режиссёр
- 1962 —  / Heno y ensilaje
- 1963 — Свидетель /
- 1964 — Клетка / La jaula
- 1965 — Новая песня / Nuevo canto
- 1966 — Смерть Джо Джонса / La muerte de Joe J. Jones
- 1967 — Симаррон / Cimarrón
- 1968 — Гонсало Ройг / Gonzalo Roig
- 1969 — Зелёная улица /
- 1970 — Анатомия несчастного случая / Anatomía de un accidente
- 1971 — Случайно / Por accidente
- 1972 — Рассказ о начальнике четвёртой колонны /
- 1973 — Желания и возможности / Querer y poder
- 1973 — Как хорошо вы поёте / Qué bueno canta usted
- 1975 — Другой Франсиско / El otro Francisco
- 1977 — Шестая часть мира /  (киноальманах)
- 1979 — Охотник за беглецами / Rancheador
- 1979 — Малуала / Maluala
- 1981 —  / Techo de vidrio
- 1986 — Спокойный / Plácido
- 1991 — Мария Антония / María Antonia
- 2010 —  / Dos Veces Ana

## Награды
- 1967 — Приз Международного фестиваля документального и анимационного кино в Лейпциге («Смерть Джо Джонса»)
- 1975 — Диплом ФИПРЕССИ IX Московского международного кинофестиваля («Другой Франсиско»)
- 1975 — номинация на Золотой приз IX Московского международного кинофестиваля («Другой Франсиско»)
- 1980 — награда C.I.D.A.L.C. Международного кинофестиваля в Карловых Варах («Малуала»)
- 1991 — номинация на приз Гойя как Лучший иностранный фильм на испанском языке («Мария Антония»)